# 고속종점지하차도
고속종점지하차도는 인천광역시 미추홀구 용현동과 중구 신흥동 사이의 아암대로에 있는 지하차도이다. 이 지하차도는 1993년 5월 착공, 1996년 5월 30일 개통되었으며, 신흥동 현대아이파크 앞에서 시작하여 인하대학교병원 사거리를 지하로 관통한 다음 용현동 대우아파트까지 이어준다.

## 유래
명칭의 유래는 근처에 구 경인고속도로의 종점인 인천 나들목이 있었던 곳에서 비롯되었다.

## 제원
총 연장은 500m, 너비는 16.5m, 왕복 4차선으로 각각 구성되어 있다.

## 특이 사항
이 지하차도는 개통 초기 당시인 완공일로부터 1개월이 지난 시점부터 바닥 및 벽면 누수 공사를 시작으로 1998년부터 2001년까지 매년 내내 늘 진행하였다가 이후에는 2003, 2005, 2009년에도 상시적으로 보수 공사가 이루어져 있다. 그러나 설계 과정상 여러가지의 착오가 있었으며 지반의 상황을 염두에 두지 못한 채 사업을 무리하게 강행하다가, 부지에 흐르는 지하수보다 더 낮은 곳에 건설됨에 따라 작은 균열이 발생하여도 지하수가 새어 들어올 수밖에 없기 때문이다.

## 주변 시설
- 인항로
- 신흥동 현대아이파크
- 제2경인고속도로
- 능안육교
- 용현 엑슬루 타워
- CJ제일제당 인천공장
- 항동 라이프비취맨션
- ● 수도권 전철 수인·분당선 : 숭의역
- 능해 나들목
- 인천대로의 시점 (인천 나들목)

## 같이 보기
- 지하차도
  - 용현지하차도